# ソフィア・ヴィルヘルミナ・アヴ・スヴェーリエ
ソフィア・ヴィルヘルミナ・アヴ・スヴェーリエ（スウェーデン語: Sofia Vilhelmina av Sverige, 1801年5月21日 - 1865年7月6日）は、バーデン大公レオポルトの妃。ソフィー・ヴァーサ（Sophie Vasa）とも呼ばれた。ドイツ語名ではゾフィー・ヴィルヘルミーネ・フォン・ホルシュタイン＝ゴットルプ（Sophie Wilhelmine von Holstein-Gottorp）、または家名をフォン・シュヴェーデン（von Schweden）と呼ばれた。

## 生涯
スウェーデン王グスタフ4世アドルフとその王妃フリーデリケ・フォン・バーデンの娘として、ストックホルムで誕生した。1809年に父王は廃位され、ソフィアも含めて家族ともどもスウェーデンを追放された。
1819年7月25日に母方の大叔父レオポルトと結婚し、8人の子をもうけた。
- アレクサンドリーネ（1820年 - 1904年） - ザクセン＝コーブルク＝ゴータ公エルンスト2世妃。
- ルートヴィヒ（1822年） - 夭折
- ルートヴィヒ2世（1824年 - 1858年）
- フリードリヒ1世（1826年 - 1907年）
- ヴィルヘルム（1829年 - 1897年） - プロイセン軍の将軍。
- カール（1832年 - 1906年） - ロザーリエ・フォン・ベウストと貴賤結婚。
- マリー（1834年 - 1899年） - ライニンゲン侯エルンスト妃。
- ツェツィーリエ（1839年 - 1891年） - ロシア大公ミハイル・ニコラエヴィチ妃。オリガ・フョードロヴナと改名。

ソフィアは、1865年にカールスルーエで死去した。

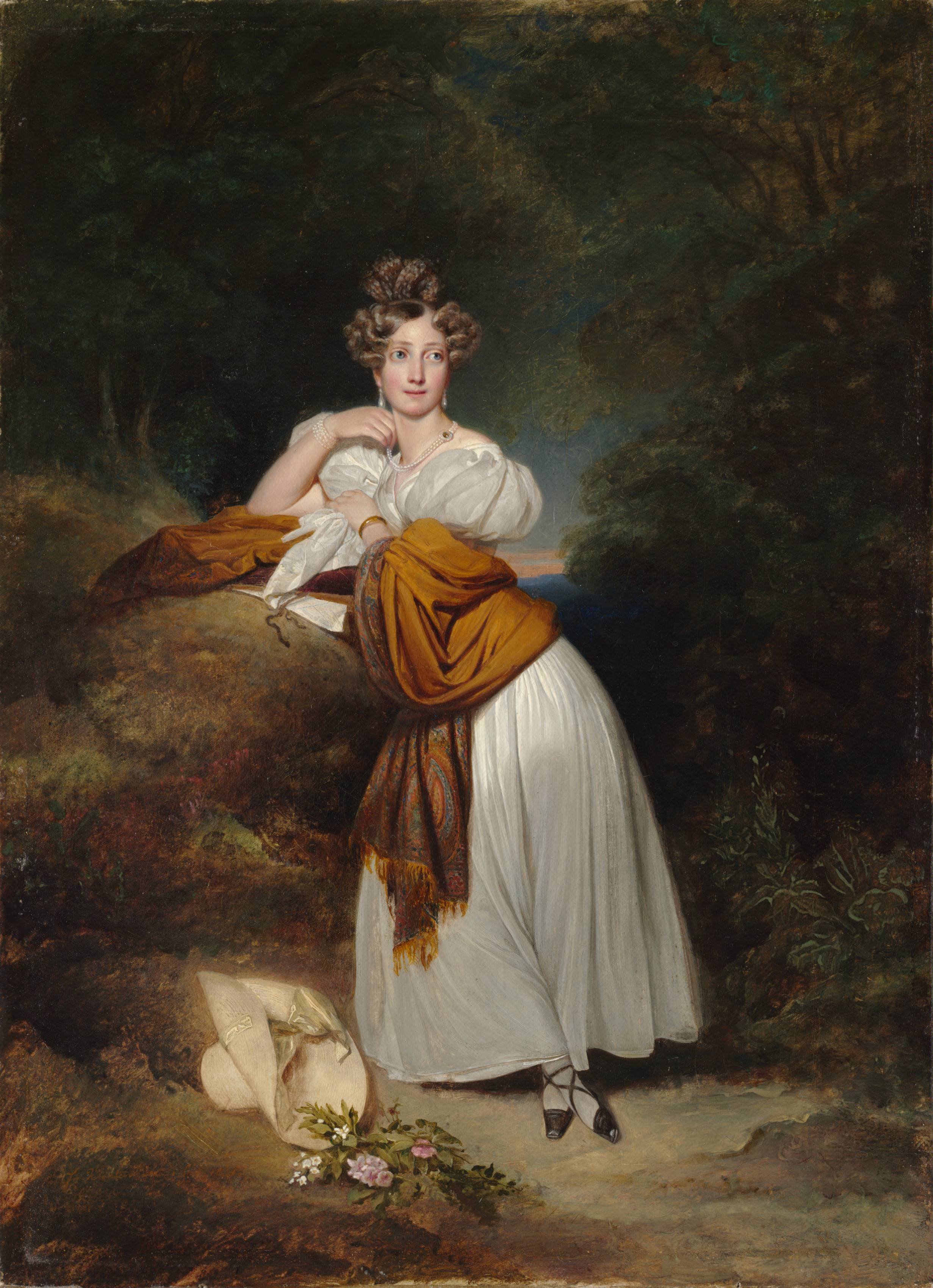
ソフィア・ヴィルヘルミナ（ヴィンターハルター画、1831年）